# Метро 2035
«Метро 2035» — постапокалиптический роман Дмитрия Глуховского, продолжающий серию книг «Метро 2033» и «Метро 2034». Выход книги состоялся 12 июня 2015 года в книжном магазине «Москва». В отличие от предыдущих книг трилогии, роман практически не содержит элементов фантастики, но обладает яркими чертами антиутопии.

## Сюжет
Действие романа происходит после событий двух первых книг «Метро 2033» и «Метро 2034» и объединяет героев обоих произведений одной сюжетной линией.
Прошло два года после бомбардировки гнезда «чёрных». Артём, женившийся на дочери Мельника Анне, возвращается на «ВДНХ» после недолгой службы в Ордене. Однако ему не удается вернуться к своей прежней жизни на станции. Под влиянием угрызений совести за причастность к уничтожению «чёрных» им овладевает идея отыскать на поверхности следы уцелевших вне московского метро людей. Каждый день он выходит на поверхность с тяжёлой армейской радиостанцией в рюкзаке и пешком поднимается на крышу одной из близлежащих высоток «Триколор», предпринимая там попытки осуществить радиосвязь с выжившими людьми. Его уверенность подогревается воспоминанием о неясно услышанных, сквозь помехи, в рации бойца ордена Ульмана, позывных, во время их подъёма на Останкинскую телебашню два года назад.
Эта деятельность Артёма не получает поддержки ни со стороны соседей по станции, ни со стороны его отчима Сухого (ставшего начальником «ВДНХ»). Артёма считают сумасшедшим и относятся к нему с неприязнью. Из-за одержимости Артёма не складываются его отношения с женой Аней.
На «ВДНХ», в поисках Артёма, приходит писатель Гомер (герой книги «Метро 2034»), обитатель «Севастопольской». Рассказ Артёма о его борьбе с «чёрными» нужен ему для написания истории Метро. В начале Артём отказывается сотрудничать с Гомером, однако тот, узнав о походах Артёма наверх, рассказывает ему о радисте, якобы установившем контакт с городом Полярные Зори (упоминается в «Метро 2034»). Радист живёт на станции «Театральная». Артём соглашается рассказать Гомеру о «чёрных» в обмен на обещание помочь ему найти этого радиста. Артём и Гомер уходят с «ВДНХ», чтобы добраться до «Театральной».
Путь к станции «Театральная» лежит через Ганзу, которая объявила карантин в связи с распространяющейся по метро эпидемии болезни, уничтожающей плантации грибов. На станции «Рижская», граничащей с Ганзой, герои встречают «навозного брокера» Лёху, вызвавшегося помочь им за взятку преодолеть кордоны пограничников на пути к Кольцевой Линии. Однако сразу после дачи взятки Артёма, Гомера и Лёху берёт под стражу Борис Свинолуп, начальник службы безопасности Ганзы. После короткого допроса у Свинолупа Артём понимает, что вырваться из-под ареста не получится (героев обвиняют в шпионаже в пользу Красной линии). Он угрожает Свинолупу вмешательством со стороны Ордена, намекая на свою причастность к его деятельности, и демонстрирует орденскую татуировку на своей руке. Побоявшись неприятностей, Свинолуп отпускает героев, отправляя их с конвоем к границе Ганзы на станцию «Новослободская». Оттуда Артём со спутниками попадает на «Менделеевскую».
«Менделеевская» затоплена, жители влачат жалкое голодное существование. Герои не получают от них внятного ответа на вопрос о том, как по полузатопленному тоннелю добраться до соседней станции «Цветной бульвар». В поисках нормальной пищи герои знакомятся с местным «бизнесменом» Олегом, владельцем единственной на станции курицы, и приобретают у него единственное же яйцо. Из-за возникшей перепалки с местными беспризорниками Лёха выходит из себя и выбрасывает скорлупу от яйца. Олег, для которого потерянная скорлупа означает невозможность поддерживать нормальную жизнь курицы — источника его дохода — пытается покончить с собой, воспользовавшись автоматом Артёма. Герои безуспешно пытаются отдать раненого ганзейским пограничникам и в конечном итоге, забрав раненого с собой, покидают станцию вместе с группой проплывавших на плоту через «Менделеевскую» добровольцев, желающих вступить в Железный легион, набираемый в Рейхе.
На станции «Цветной бульвар» герои оставляют Олега у местного врача. Гомер и Артём остаются на станции, представляющей собой огромный публичный дом. Они обсуждают способы добраться до «Театральной» в обход Рейха и напиваются в местном баре. В полубессознательном состоянии Артём знакомится с фашистами-вербовщиками, затем оказывается у одной из местных проституток, всю ночь беседует о чём-то с одним из её клиентов, а наутро просыпается ограбленным и с сигаретными ожогами на руке на месте орденской татуировки. Найдя Гомера и Лёху, он предпринимает неудачную попытку уйти со станции в сторону «Сретенского бульвара» через «Трубную» и, в конце концов, вынужден, под видом добровольца отправиться на «Чеховскую» вместе с фашистами, с которыми познакомился накануне.
«Чеховская» принадлежит Рейху — группировке неофашистов. За два прошедших года фашисты сменили идеологию, вместо борьбы за расовую и национальную чистоту метро они ведут борьбу за «оздоровление» его населения, уничтожая и превращая в рабов «уродов» — людей с физическими недостатками (неизбежными в условиях радиоактивного заражения). Артём и Гомер знакомятся с Дитмаром, занимающим высокое положение в верхушке Рейха. Дитмар, угрожая расправой над Гомером, вербует Артёма для совершения диверсии на независимой станции «Театральная», которую фашисты желают прибрать к рукам.
Артём отправляется на «Театральную» по поверхности, взяв с собой бомбу и рацию. По пути он находит трупы фашистских наёмников, пытавшихся выполнить задание до него. Неожиданно его начинают преследовать неизвестные на мотоцикле и внедорожнике (видимо, убившие предыдущих наёмников). У самых ворот «Театральной» преследователи внезапно оставляют его. Артём пробирается на станцию. Заложив бомбу, он отправляется на поиски Петра Умбаха — радиста, о котором ему рассказывал Гомер. Но до того, как он успевает переговорить с ним, Умбаха арестовывают красные. Пытаясь вызволить Петра из рук красных, Артём попадает к майору КГБ Красной линии Глебу Свинолупу (брату Бориса с Ганзы). В порыве отчаяния Артём рассказывает ему о цели своего прихода на «Театральную» и о важности информации, которой, возможно, владеет Умбах. Свинолуп приходит в бешенство и расстреливает Умбаха прямо в камере на глазах у Артёма. Поняв, что следующим расстрелянным будет он сам, Артём сознается в том, что он завербован Рейхом для осуществления диверсии. Ему удается выиграть время — фашисты подрывают бомбу и начинают вторжение на «Театральную». В суматохе Артём пытается освободить других арестованных красными, среди которых есть свидетели якобы появления в метро людей с поверхности. Арестованные отказываются идти за ним, Артём стреляет в Свинолупа и бежит со станции на поверхность. Без защитного снаряжения он добирается до «Боровицкой», станции, принадлежащей Полису, попадая по дороге под радиоактивный дождь. На «Боровицкой» он сдается бойцам Ордена.
В Полисе Артём попадает к своему тестю и бывшему командиру Мельнику. Между ними происходит довольно эмоциональный разговор, касающийся одержимости Артёма поиском выживших, которую Мельник не одобряет, и судьбы дочери Мельника Ани. В конце концов, Артём говорит, что отпускает Аню, взамен чего Мельник соглашается отправить его вместе с бойцами Ордена в Рейх для передачи ультиматума его руководству (лично фюреру). Артёму нужно попасть в Рейх, чтобы вызволить оставленного там Гомера. Среди бойцов, отправленных в Орден, Артём встречает своего старого сослуживца Летягу. Летяга рассказывает ему о произошедших в Ордене переменах: состав бойцов (после стычки с красными в бункере, после которой большая часть старого состава погибла, Мельник был покалечен, а Артём ушел из Ордена на «ВДНХ», забрав с собой Аню) восстановлен за счет пополнения, предоставленного Ганзой. Артём относится к этому скептически, говоря Летяге, что Ордену не следовало бы доверять Ганзе, особенно после событий в бункере.
Послы Ордена прибывают на «Чеховскую». Дитмар не пускает орденцев к фюреру, но узнав, что предназначенное ему письмо не от Мельника, а от некоего Бессолова, соглашается пропустить одного Артёма. На станции Дитмар отбирает у Артёма письмо, а его отправляет в рабство на «Пушкинскую», где вместе с «уродами» уже находятся на принудительных работах Лёха и Гомер. Достаточно продолжительное время Артём проводит на «Пушкинской», пока Гомера не забирают фашисты для помощи в написании истории Рейха, а Артема и Лёху, вместе с остальными невольниками силой отправляют атаковать занятую Красными станцию «Кузнецкий мост». Перед уходом Гомера Артём успевает открыть ему правду о «чёрных».
На «Кузнецком мосту» происходит стычка между «уродами» со стороны фашистов и политическими заключенными, посланными красными для защиты станции. Противники не желают уничтожать друг друга, но от бегства с обеих сторон их удерживают заградотряды, вооруженные пулеметами. После боя Артём расспрашивает уцелевших заключённых с красной линии о слухах про людей с поверхности и узнаёт, что красные якобы строят на поверхности, в районе подмосковной Балашихи радиоцентр. Артём понимает, что обязан добраться до него. В общей свалке Артёму и Лёхе удаётся выбраться на поверхность. Лёха на себе приносит обессилевшого Артёма на «Цветной бульвар» к врачу.
Врач ставит неутешительный диагноз — Артём серьёзно облучён и жить ему остается около трёх недель (сказались экспедиции на «Триколор» и два выхода без защиты на поверхность). На станции Артём встречает проститутку, с которой познакомился в своё первое появление. Она оказывается Сашей — девушкой, спасённой Гомером и Хантером год назад со станции Коломенской и считавшейся Гомером погибшей после событий на станции «Тульская» (см. «Метро 2034»). Он делится с ней информацией о радиоцентре. Среди клиентов Саши оказывается пожилой сталкер Савелий, который соглашается взять Артёма и Лёху с собой на поверхность и обещает доставить их в Балашиху.
Снарядив (с обещанием отработать) спутников защитой и оружием, Савелий отправляется с ними в Балашиху на собственной машине. Добираясь до Балашихи, герои находят комплекс ветряных электростанций, построенных явно после войны, яму, заваленную телами людей, и, наконец, добираются до радиоцентра, который действительно существует. Воспользовавшись временным отсутствием большей части охраны, Артём и его спутники берут радиоцентр штурмом. Артём пытается воспользоваться оборудованием для прослушивания эфира, но обнаруживает, что оно не выполняет этой функции. Обозлённый безуспешностью попыток понять назначение объекта, Артём крушит оборудование и обесточивает его. В этот момент радиоприёмник в машине Савелия начинает принимать переговоры между уцелевшими городами по всей России и за рубежом. Оказывается, что человечество действительно выжило, а радиоцентр — это огромная «глушилка», скрывающая это от обитателей Московского метро.
Савелий решает ехать на Урал искать выживших родственников и уговаривает Артёма и Лёху ехать с ним. Артём не соглашается, настаивая на том, что радиоцентр надо уничтожить, а людям в метро сообщить о том, что они не единственные, кто выжил после войны. Савелий непреклонен — он оставляет Артёма и Лёху и уезжает. Артём хочет разрушить радиоцентр экскаватором, но Савелий слил из него горючее для своей машины. Тогда Артём пытается выйти на связь с выжившими. В это время на радиоцентр приходят трое, утверждающие, что они жители Мурома и направляются в Москву, чтобы искать уцелевших и оказать им помощь. Артём относится к ним с некоторым недоверием. В это время возвращается Савелий, сообщая о том, что гарнизон радиоцентра возвращается. Артём заправляет экскаватор из его запасов и уже намеревается снести радиовышки, но на связь выходит Летяга, убеждающий Артёма не делать этого до его появления в Балашихе.
Летяга с отрядом появляется в радиоцентре, убивает гостей из Мурома, а обалдевшему Артёму рассказывает о том, что война не окончена, враг не исчерпал ядерный арсенал, а радиоцентр создан для того, чтобы избежать демаскировки и уничтожения метро. Летяга доставляет Артема и его спутников к Мельнику.
Мельник убеждает Артёма в необходимости скрывать от обитателей метро существование жизни на поверхности для их же блага. Он предлагает забыть старые разногласия и принимает Артёма обратно в Орден вместе причастными к тайне Савелием и Лёхой. Артём сомневается. В Полисе, перед уходом на очередное задание Мельника, он встречает Аню. От неё он узнаёт, что Аня в курсе о событиях вокруг радиоцентра и о выживших, а также что Мельник не убил его до сих пор только из-за любви к дочери и её привязанности к мужу. Сомнения Артёма усиливаются.
Артём с отрядом Ордена отправляется на задание — передать красным, во главе с выжившим Глебом Свинолупом, двадцать тысяч патронов. В операции снова замешан таинственный Бессолов, указаниям которого следует Мельник. Артём приходит в бешенство от творящегося вокруг него абсурда. Летяга вынужден инсценировать расстрел Артёма и бежать вместе с ним, Лёхой и Савелием на станцию «Комсомольская», где вспыхнул голодный бунт, подавляемый красными с помощью патронов, полученных от Ордена. Их преследует отряд Ордена, набранный из ганзейских наёмников. В суматохе бунта на «Комсомольской» гибнет Савелий. Артём, вспоминая ночь, проведённую у Саши, и цепь последующих событий, приходит к выводу, что Бессолов — это хозяин Саши. Он решает добраться до «Цветного бульвара», найти Бессолова и силой потребовать от него ответа на накопившиеся вопросы. Артём находит Сашу и убеждает её помочь ему встретиться с Бессоловым. Но не дожидается его, теряя сознание в Сашиной палатке.
Сознание возвращается к нему совершенно в другом месте. Он находится в больнице, оборудованной в неизвестном ему чистом тоннеле метро. За ним тщательно ухаживают. Он узнает, что ему оказали квалифицированную помощь, сделали переливание крови, и теперь угроза умереть от лучевой болезни снизилась, вплоть до выздоровления. Стремясь узнать, чем обязан своим таинственным благодетелям, Артём сталкивается с Бессоловым. Легенда о Невидимых наблюдателях — выживших членах руководства страны, услышанная Артёмом на станции «Полянка» от фантомов («Метро 2033») и блуждающая по метро — правда. Бессолов и остальные выжившие представители правившей до войны верхушки в сытости и достатке скрываются в Метро-2 и оттуда управляют всем происходящим в подземке. Артём узнает, что все политические группировки метро, весь образ жизни там — грандиозный спектакль, разыгрываемый с целью отвлечь его обитателей от попыток выбраться наверх. Бессолов утверждает, что это единственный способ сплотить нацию перед лицом не отступившей угрозы уничтожения в Последней войне. Он даже предлагает Артёму остаться с ними. Артём не верит ему, считая, что Бессолов лукавит и удерживание людей в скотском состоянии преследует совершенно иные цели. Не достигнув компромисса, Бессолов возвращает Артёма на «Цветной бульвар», говоря, что люди сами не захотят вернуться наверх, а Артёма продолжат считать сумасшедшим, и скоро Артём сам в этом убедится.
Разочаровавшись в Саше, смирившейся со своей судьбой, не верящей в идею Артёма и любящей Бессолова, Артём через опустевший затопленный Рейх добирается до Полиса, где по обвинению в дезертирстве его берет под стражу Орден. В тюрьме, в ожидании суда, Артём находит товарищей: Летягу, Гомера и Лёху. Он рассказывает им всё, что ему удалось узнать. Лёха воспринимает новость с энтузиазмом, злостью и завистью к обитателям Метро-2. Летяга сомневается — в нём борются верность долгу, дружеские чувства к Артёму и обида за бессмысленную гибель товарищей в бункере. Гомер сомневается ещё больше, считая всё рассказанное выдумкой. Он лишь огорчён судьбой Саши и не в силах принять её образ жизни. Артём берёт с товарищей обещание поддержать его на предстоящем суде.
Товарищеский суд, организованный Мельником, начинается с обвинения Артёма и его товарищей в предательстве. Летяга даёт показания, и сначала Артёму кажется, что, вопреки обещанию, он сдаёт его. Однако Летяга лишь излагает собственное впечатление от произошедшего, и, неожиданно для Мельника и остальных членов Ордена начинает рассказывать о радиоцентре, о выживших, о Наблюдателях, защищая Артёма и обвиняя руководство Ордена в гибели старых товарищей. Ему не дают договорить, убивая выстрелом из толпы. В Ордене происходит раскол — ветераны встают на сторону Артёма. К ним присоединяется и Аня, но её берут в заложники ганзейские бойцы Ордена и отпускают в обмен на Артёма. Он успевает отправить Лёху на поиски Бессолова, а Гомера в разрушенный Рейх, чтобы напечатать листовки, открывающие людям правду. Самого Артёма держат под стражей до заседания Совета Полиса, созываемого из-за просочившихся благодаря Артёму слухов. Население Полиса требует правды.
На Совете председатель Полиса объявляет о том, что жители метро — не единственные выжившие. Артём радуется, его радость усиливается при виде Лёхи, прибывшего на Совет вместе с Бессоловым. Однако председатель Совета, Бессолов и Мельник объявляют принятую доктрину о том, что населению необходимо оставаться в метро, что враг тоже выжил и не разоружён. Надежды Артёма рушатся. Он бежит с Совета. К нему присоединяется Аня. По пути они встречают Гомера, который не выполнил поручения Артёма и согласился на работу в Полисе, заняв комнату, ранее принадлежавшую брамину Даниле. Он обещает Артёму написать книгу о Чёрных, по сюжету идентичную «Метро 2033». Лёха становится помощником Бессолова, прельстившись сытой жизнью Наблюдателей. Артём и Аня бегут на поверхность и в машине Савелия, оставленной у «Боровицкой» и добираются до «ВДНХ». С ними бежит историк из рейха, у которого бесчеловечная евгеническая политика фюрера отняла семью.
Сухой рад возвращению пасынка и невестки. Грибные плантации на «ВДНХ» уничтожены плесенью, свиней приходится кормить комбикормом, поставляемым Ганзой. В этом Артём тоже видит руку Невидимых Наблюдателей. Артём открывает Сухому правду — новости ещё не дошли до «ВДНХ», и, пока они не дошли, убеждает отчима открыть правду людям на подконтрольной ему станции. На общем ужине, посвященном возвращению сына, Сухой узнаёт, что Артёма ищут люди с Ганзы, предъявляя станции ультиматум о его выдаче. Артём рассказывает обо всем, что ему удалось узнать, и зовёт людей идти за ним на поверхность и искать место для жизни. Люди не верят ему, а если и верят, то не хотят бросать нынешнюю жизнь. Следовать за Артёмом согласна только Аня. Сухой не желает бросать верящих ему людей и тоже решает остаться.
Артём и Аня, добыв защитные костюмы и собрав припасы в дорогу, отправляются на Савельевой «японке» во Владивосток. Сухой провожает их и просит Артёма не держать зла на людей.
За их отъездом наблюдают Лёха и Бессолов. На вопрос Лёхи, что делать с Артёмом, он отвечает: «Что он нам? Пускай валит! Скатертью дорожка!».
Последние слова романа — «Записано Шкуркиным И.» — дают понять, что тот самый историк из Рейха описал приключения Артёма. Получается, что все 3 книги серии «Метро» пишут сами герои.

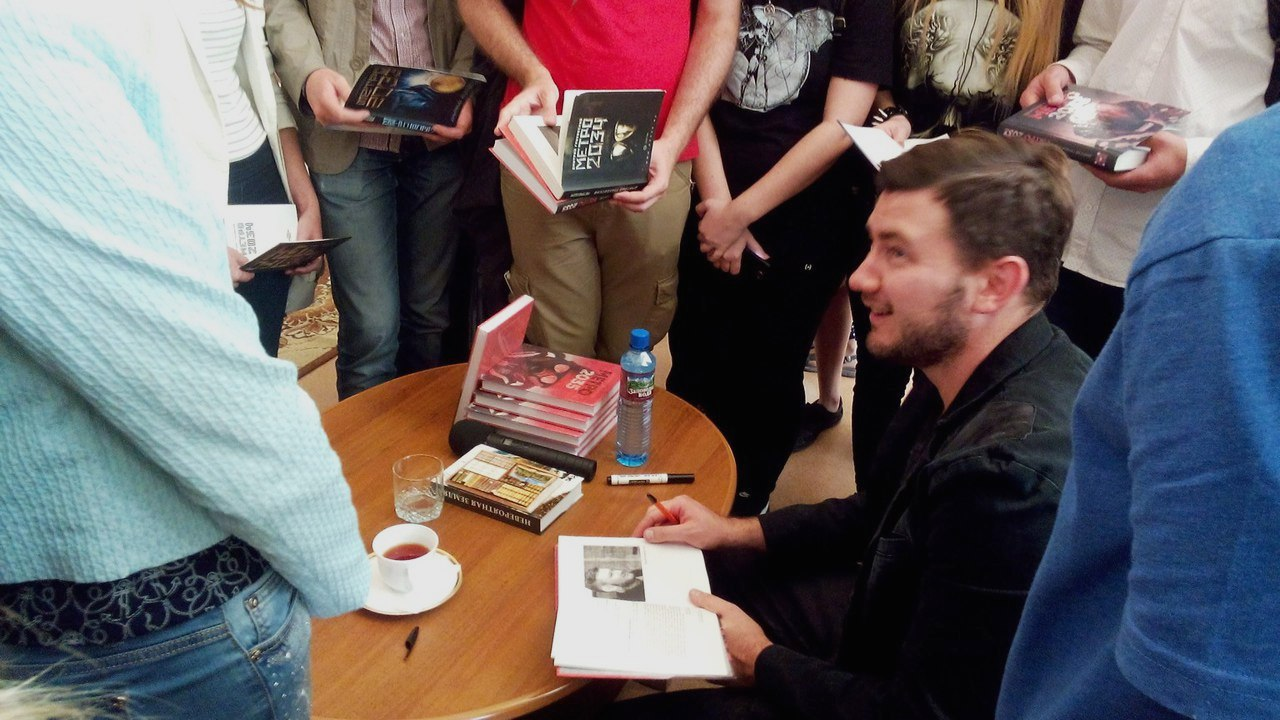
Д. А. Глуховский на презентации книги «Метро 2035» в Государственной универсальной научной библиотеке Красноярского края (24 августа 2015 года)

## История создания
Сразу после выхода «Метро 2034» в 2009 году Дмитрию Глуховскому неоднократно задавали вопросы о продолжении дилогии, на которые писатель отвечал, что у него есть идеи для нескольких других книг, и в ближайшее время заниматься «Метро 2035» он не собирается. Два года спустя, в мае 2011 года, отвечая на вопросы интернет-пользователей, Глуховский не исключил возможности написания подобного романа, но отметил, что в ближайшие два года ожидать «Метро 2035» не следует в связи с отсутствием «оригинальной мощной идеи», необходимой для объединения героев двух предыдущих книг. Тогда же он заявил, что игра Metro: Last Light продолжит историю Артёма, главного героя «Метро 2033».
Впоследствии в интервью для выставки PAX East 2013 Глуховский лично раскрыл детали написания книги. Он настолько увлёкся разработкой сюжета для Metro: Last Light, что созданный материал не мог уместиться в рамки компьютерной игры, в результате чего автор решил написать книгу с таким же сюжетом.
Первое упоминание о скором издании «Метро 2035» появилось в пресс-релизе компании Deep Silver о Metro: Last Light, впервые опубликованном в интернет-блоге о видеоиграх Joystiq 1 марта 2013 года. Сообщалось о выходе книги в 2013 году и о её распространении не только в России, но и в других странах. На закрытой московской презентации 22 апреля Дмитрий Глуховский сообщил журналистам, что собирается выпустить книгу осенью.
После выхода игры 17 мая 2013 года в некоторых локациях были найдены плакаты в стиле Keep Calm and Carry On с надписью: «Приготовьтесь к книге, которая взорвёт весь мир. В продаже в декабре 2013». На станции «Театральная» также были обнаружены книги с надписями «Метро 2033», «Метро 2034» и «Метро 2035» на обложках. В конце титров игры упоминается, что она создана по мотивам романов Дмитрия Глуховского «Метро 2033» и «Метро 2035».
В январе 2014 года появились сведения, что роман выйдет в печать ближе к декабрю, но первые главы появятся раньше на сайте романа, как это не раз было с предыдущими произведениями Глуховского.
В ноябре 2015 года роман получил премию «Ozon.ru Online Awards» в номинации «Лучшая художественная книга».

## Книжная серия «Вселенная Метро 2035»
С февраля 2018 года издательство «АСТ» начало выпускать новую книжную серию — «Вселенная Метро 2035». Она позиционируется издателем как «премиум-серия», действие которой разворачивается во вселенной «Метро 2035». Серия тесно связана со «Вселенной Метро 2033» и имеет с ней сюжетные переплетения. В настоящее время в серию входят следующие книги (для удобства приставка «Метро 2035» перед названием каждой книги опущена):
1. «Питер. Война» (автор — Шимун Врочек)
2. «Красный вариант» (автор — Сергей Недоруб)
3. «За ледяными облаками» (автор — Дмитрий Манасыпов)
4. «Воскрешая мёртвых» (автор — Ринат Таштабанов)
5. «Злой Пёс» (автор — Дмитрий Манасыпов)
6. «Ящик Пандоры» (авторы — Ольга Швецова, Шамиль Алтамиров)
7. «Бег по краю» (авторы — Игорь Осипов, Ольга Швецова)
8. «Приют забытых душ» (автор — Юрий Харитонов)
9. «Стальной остров» (авторы — Дмитрий Манасыпов, Шамиль Алтамиров)
10. «Царица ночи» (авторы — Ирина Баранова, Константин Бенев)
11. «Муос. Чистилище» (автор — Захар Петров)
12. «Крыша мира» (автор — Владислав Выставной)
13. «Черноморье» (автор — Виктор Лебедев)
14. «Конклав тьмы» (автор — Туллио Аволедо[англ.])
15. «Муос. Падение» (автор — Захар Петров)
16. «Великан» (автор — Роберт Шмидт[пол.]) — выпущен на польском языке издательством «Insignis Media».
17. «Эмбрион. Начало» (автор — Юрий Мори)
18. «Преданный Пёс» (автор — Дмитрий Манасыпов)
19. «Город семи ветров» (авторы — Ирина Баранова, Константин Бенев)
20. «Крыша мира. Карфаген» (автор — Владислав Выставной)
21. «Эмбрион. Поединок» (автор — Юрий Мори)
22. «Питер. Специальное издание» (автор — Шимун Врочек)
23. «Питер. Битва близнецов» (автор — Шимун Врочек)
24. «Эмбрион. Слияние» (автор — Юрий Мори)
25. «Защита Ковача» (автор — Виктор Точинов)
26. «Затерянный клан» (автор — Сергей Недоруб)
27. «Клетка» (авторы — Ирина Бакулина, Игорь Вардунас)

В планах:
1. «Питер. Шторм» (автор — Шимун Врочек)
2. «Питер. Красный ублюдок» (автор — Шимун Врочек)
3. «Питер. Финал» (автор — Шимун Врочек)

Оформитель серии — Павел Бондаренко. В феврале 2020 года стало известно, что издательство приняло решение закрыть серию после издания «Клетки».